# Pallacanestro ai XIV Jeux des îles
Le gare di pallacanestro ai XIV Jeux des îles si sono svolte a Lajedo, dal 26 al 29 maggio 2010.
Per seguire l'alternanza imposta dal COJI, nell'edizione 2010 si è svolto soltanto il torneo femminile.

## Formula
Si è disputato un unico girone con la formula del round-robin.In caso di vittoria la squadra si aggiudica 2 punti, in caso di sconfitta 1, mentre se la squadra non si presenta in campo prende 0 punti. A parità di punti prevale la differenza canestri.
Il primo classificato vince la medaglia d'oro, il secondo quella d'argento, il terzo quella di bronzo.

## Risultati

### Prima giornata
| 26/05/2010 | 9.00  | Madera  | - | Corsica | 83 - 53 | Sidónio Serpa Pavilion |
| 26/05/2010 | 11.00 | Sicilia | - | Azzorre | 77 - 47 | Sidónio Serpa Pavilion |

### Seconda giornata
| 27/05/2010 | 9.00  | Sardegna | - | Sicilia | 45 - 69 | Sidónio Serpa Pavilion |
| 27/05/2010 | 11.00 | Corsica  | - | Azzorre | 51 - 79 | Sidónio Serpa Pavilion |

### Terza giornata
| 27/05/2010 | 16.30 | Azzorre | - | Madera   | 56 - 61 | Sidónio Serpa Pavilion |
| 27/05/2010 | 18.30 | Corsica | - | Sardegna | 39 - 74 | Sidónio Serpa Pavilion |

### Quarta giornata
| 28/05/2010 | 9.00  | Sardegna | - | Madera  | 79 - 65 | Sidónio Serpa Pavilion |
| 28/05/2010 | 11.00 | Sicilia  | - | Corsica | 81 - 38 | Sidónio Serpa Pavilion |

### Quinta giornata
| 29/05/2010 | 9.00  | Azzorre | - | Sardegna | 67 - 62  | Sidónio Serpa Pavilion |
| 29/05/2010 | 11.00 | Madera  | - | Sicilia  | 50 - 101 | Sidónio Serpa Pavilion |

## Classifica
| posiz | squadra  | G | V | P | PF  | PS  | DC   | Pt |
| ----- | -------- | - | - | - | --- | --- | ---- | -- |
|       | Sicilia  | 4 | 4 | 0 | 328 | 180 | +148 | 8  |
|       | Sardegna | 4 | 2 | 2 | 260 | 240 | +20  | 6  |
|       | Azzorre  | 4 | 2 | 2 | 249 | 251 | -2   | 6  |
| 4     | Madera   | 4 | 2 | 2 | 259 | 289 | -30  | 6  |
| 5     | Corsica  | 4 | 0 | 4 | 181 | 317 | -136 | 4  |

## Podio
| 2º posto Sardegna | 1º posto Sicilia | 3º posto Azzorre |